# Kevin Powers
Kevin Powers (Richmond, 11 luglio 1980) è uno scrittore statunitense veterano della Guerra in Iraq.

## Biografia
Nato e cresciuto a Richmond, in Virginia, a 17 anni si è arruolato nell'esercito e dal 2004 al 2005 ha combattuto in Iraq, in particolare a Mosul e Tal Afar come mitragliere.
Tornato in patria si è laureato alla Virginia Commonwealth University e successivamente ha ottenuto un Master of Fine Arts all'Università del Texas ad Austin dove è stato borsista Michener Fellow in poesia.
Nel 2012 ha esordito nella narrativa con il romanzo Yellow Birds, basato sulla sua esperienza in guerra, aggiudicandosi il Guardian First Book Award, l'Anisfield-Wolf Book Award e il Premio PEN/Hemingway.
In seguito ha pubblicato una raccolta di poesie, Letter Composed During a Lull in the Fighting e un secondo romanzo, Un grido nelle rovine vincendo il Premio Fernanda Pivano assieme al connazionale Nathan Englander nel 2019.
Nel 2023 ha pubblicato il thriller A Line in the Sand.

## Opere

### Romanzi
- Yellow Birds (The Yellow Birds, 2012), Torino, Einaudi, 2013 traduzione di Matteo Colombo ISBN 978-88-06-21380-0.
- Un grido nelle rovine (A Shout in the Ruins, 2018), Milano, La nave di Teseo, 2019 traduzione di Carlo Prosperi ISBN 978-88-93446-45-7.
- A Line in the Sand (2023)

### Poesie
- Letter Composed During a Lull in the Fighting (2014)

## Adattamenti cinematografici
- Il destino di un soldato (The Yellow Birds), regia di Alexandre Moors (2017)

## Premi e riconoscimenti
- Guardian First Book Award: 2012 vincitore con Yellow Birds
- National Book Award per la narrativa: 2012 finalista con Yellow Birds
- Premio PEN/Hemingway: 2013 vincitore con Yellow Birds
- Anisfield-Wolf Book Award: 2013 vincitore con Yellow Birds
- Premio Fernanda Pivano: 2019